# Grand Prix des Amériques 1991
La 4e édition du Grand Prix des Amériques a lieu le 6 octobre 1991. Remportée par le Belge Eric Van Lancker, coureur de l'équipe Panasonic, elle est la dixième épreuve de la Coupe du monde.

## Classement final
| Pos. | Cycliste            | Équipe             | Temps           |
| ---- | ------------------- | ------------------ | --------------- |
| 1    | Eric Van Lancker    | Panasonic          | 5 h 54 min 15 s |
| 2    | Steven Rooks        | Buckler            | m.t.            |
| 3    | Martin Earley       | PDM-Concorde       | m.t.            |
| 4    | Mauro Gianetti      | Helvetia-La Suisse | m.t.            |
| 5    | Robert Millar       | Z                  | m.t.            |
| 6    | Tony Rominger       | Toshiba            | m.t.            |
| 7    | Maurizio Fondriest  | Panasonic          | m.t.            |
| 8    | Adri van der Poel   | Tulip Computers    | + 1 min 2 s     |
| 9    | Edwig Van Hooydonck | Buckler            | m.t.            |
| 10   | Marc Madiot         | RMO                | m.t.            |